# Rouslan Khanipov
Rouslan Anisovitch Khanipov (en russe : Руслан Анисович Ханипов) est un joueur russe de volley-ball né le 29 mars 1989. Il mesure 2,10 m et joue central.

## Clubs
| Club               | De        | À   |
| ------------------ | --------- | --- |
| Lokomotiv Belgorod | 2009-2010 | ... |

## Palmarès
- Championnat de Russie (1)
  - Vainqueur : 2013
  - Finaliste : 2010
- Coupe de Russie (1)
  - Vainqueur : 2012, 2013
- Supercoupe de Russie (1)
  - Vainqueur : 2013
  - Perdant : 2010